# Europese kampioenschappen judo 1951
De Europese kampioenschappen judo 1951 werden op 5 en 6 december 1951 gehouden in Parijs, Frankrijk. Dit was de eerste officiële editie van het door de Europese Judo Unie (EJU) georganiseerde toernooi.

## Resultaten
| Onderdeel | Goud            | Zilver          | Brons                            |
| --------- | --------------- | --------------- | -------------------------------- |
| 1e kyu    | Michel Dupré    | Anton Geesink   | Richard Unterburger Elio Volpi   |
| 1e dan    | Bernard Pariset | Horst Schombert | Robert Jaquemond Georges Ravinet |
| 2e dan    | Guy Cauquil     | Chaplain        | Dik Koning Robert Tobler         |
| 3e dan    | Jean De Herdt   | Geof Gleeson    |                                  |
| Open      | Jean De Herdt   | Geof Gleeson    | Robert Jaquemond Georges Ravinet |

## Medailleklassement
| Plaats | Land                     | Goud | Zilver | Brons | Totaal |
| 1      | Frankrijk                | 5    | 0      | 0     | 5      |
| 2      | Verenigd Koninkrijk      | 0    | 3      | 0     | 3      |
| 3      | Bondsrepubliek Duitsland | 0    | 1      | 1     | 2      |
| 3      | Nederland                | 0    | 1      | 1     | 2      |
| 5      | België                   | 0    | 0      | 2     | 2      |
| 5      | Oostenrijk               | 0    | 0      | 2     | 2      |
| 7      | Italië                   | 0    | 0      | 1     | 1      |
| 7      | Zwitserland              | 0    | 0      | 1     | 1      |
| Totaal | Totaal                   | 5    | 5      | 8     | 18     |